# Ismail Manyani
Ismail Manyani (* 28. Mai 2000) ist ein marokkanischer Hürdenläufer, der sich auf die 400-Meter-Distanz spezialisiert hat.

## Sportliche Laufbahn
Erste internationale Erfahrungen sammelte Ismail Manyani im Jahr 2017, als er bei den U18-Weltmeisterschaften in Nairobi mit 55,62 s in der ersten Runde über 400 m Hürden ausschied. Im Jahr darauf siegte er in 53,09 s bei den U20-Arabischen-Meisterschaften in Amman und wurde anschließend bei den U20-Weltmeisterschaften in Tampere im Halbfinale disqualifiziert. 2019 gewann er bei den Juniorenafrikameisterschaften in Abidjan in 51,16 s die Silbermedaille und 2021 sicherte er sich bei den Arabischen Meisterschaften in Radès in 50,40 s die Bronzemedaille hinter dem Algerier Abdelmalik Lahoulou und Ashraf Hussen Osman aus Katar. 2022 belegte er bei den Afrikameisterschaften in Port Louis mit 52,71 s den achten Platz. Kurz darauf schied er bei den Mittelmeerspielen in Oran mit 51,45 s im Vorlauf aus und belegte mit der marokkanischen 4-mal-400-Meter-Staffel in 3:07,04 min den sechsten Platz.
2021 wurde Manyani marokkanischer Meister im 400-Meter-Hürdenlauf.

## Persönliche Bestzeiten
- 400 m Hürden: 50,33 s, 15. April 2022 in Rabat